# Східноазійська обсерваторія
Східноазійська обсерваторія — міжнародна дослідницька організація, заснована для сприяння спільним астрономічним проєктам у Східній Азії. Створена 2014 року науковми організаціями Японії, Тайваню, Китаю та Південної Кореї. З 2015 року організація керує субліліметровим Телескопом імені Джеймса Клерка Максвелла на Гаваях.

## Діяльність
У 2013 році, коли Сполучене Королівство офіційно оголосило про припинення експлуатації телескопа Джеймса Клерка Максвелла, субміліметрового радіотелескопа на вулкані Мауна-Кеа на Гаваях, східноазійські наукові установи виказали бажання взяти на себе управління цим телескопом. Чотири обсерваторії погодилися створити місцеву дочірню компанію на Гаваях у вересні 2014 року та прийняти на себе функції Об'єднаного астрономічного центру, який до цього керував телескопом Джеймса Клерка Максвелла.
У березні 2015 року телескоп перейшов від Об'єднаного астрономічного центру під управління Східноазійської обсерваторії.
Крім того, за угодою з Гавайським університетом, Східноазійська обсерваторія надає інженерну та комп'ютерну підтримку Інфрачервоному телескопу Сполученого Королівства (UKIRT).

## Учасники
Обсерваторія фінансується наступними установами.

### Члени-засновники
- Японія, Національна астрономічна обсерваторія Японії
- КНР, Національні астрономічні обсерваторії Китаю
- Тайвань, Інститут астрономії та астрофізики Academia Sinica
- Південна Корея, Корейський інститут астрономії та космічних наук

### Спостерігачі
- В'єтнам, В'єтнамський національний університет Хошимін[en]
- Таїланд, Національний астрономічний дослідницький інститут Таїланду
- Малайзія, Університет Малая
- Індонезія, Бандунгський технологічний інститут

## Основні засоби астрономічних спостережень
- Телескоп імені Джеймса Клерка Максвелла - найбільший в світі субміліметровий радіотелескоп діаметром 15 метрів